# TagAZ
La Fábrica de Automóviles de Taganrog, o simplemente TagAZ (en ruso: ТагАЗ, Таганрогский автомобильный завод, Taganroskyi Automobilnyi Zavod), fue una de las plantas de construcción automovilística de la industria automovilística soviética/rusa, cuyas instalaciones estuvieron ubicadas en la ciudad de Taganrog, en Rusia. En sus filiales se incluye al fabricante de tractocamiones Planta de Camiones de Rostov. El 21 de enero de 2014, la compañía se declaró en bancarrota y cesó sus operaciones.

## Historia
Inicialmente, en la época soviética, era una fábrica de máquinas combinadas (su designación oficial era la Planta de Tractores y Combinadas de Taganrog). Ya en 1995 la planta es abandonada, pero gracias a los esfuerzos del líder local Mikhaïl Paramonov se comienza a negociar su apertura, contemplando diferentes planes para tal propósito, como por ejemplo una asociación con un constructor extranjero que cediese tecnologías vitales para la construcción de vehículos de pasajeros usando las instalaciones soviéticas de Taganrog. Gracias a estos esfuerzos, la reconstrucción y readecuación de la derruida fábrica de tractores de Taganrog, la futura TagAZ, reciben un significativo apoyo fiscal y financiero de las autoridades regionales y federales de la época. Ahora, la construcción de la Planta de Automóviles en la ciudad de Taganrog sobre las instalaciones de la anterior fábrica empieza en el verano del año 1997, con el apoyo tecnológico y licenciamiento de las tecnologías y algunos modelos de la surcoreana Daewoo Motors, siendo totalmente financiada por el grupo de inversiones Doninvest Finance & Industry Group, con una inversión superior a los US$ 260 millones. En 1998, el conglomerado Doninvest lanza la producción a nivel de prueba en modo semi-knocked-down de algunas unidades de los modelos Daewoo Lanos y Daewoo Nubira. En el periodo transcurrido entre 1999 al año 2002, esta compañía ensambló para el mercado local algunas unidades del Citroën Berlingo Mk. 1 bajo el nombre de TagAZ Orion M. En el 2006, se inicia la producción de algunos modelos de la Hyundai como el Hyundai Accent, Hyundai Sonata, así como el camión ligero Hyundai Porter.
En el año 2009 hubo grandes rumores de que la firma estaría interesada en las instalaciones de la firma española Santana Motor, pero, a pesar de ello, dicha planta terminaría en manos del gobierno de dicha comunidad autónoma.
En el año 2010, la directiva de la firma TagAZ anuncia que se estudia la construcción de una tercera planta de construcción de coches, y que la ubicación de dicha planta será en Bangladés, con una inversión inicial de más de US$2 mil millones. De acuerdo a los directivos de la TagAZ, esta decisión se toma teniendo en consideración las excelentes condiciones de bajos costes de la mano de obra en Bangladés y de las grandes ventajas de exportación ofrecidas por el gobierno local gracias a su cercanía relativa y a sus buenas relaciones con los gobiernos de las naciones cercanas y de Europa. La TagAZ ha dispuesto para ello un enorme terreno baldío en el distrito de Kishoreganj, y se planea vender la primera unidad fabricada en estas instalaciones para el año 2012. En el mes de octubre del año 2010, TagAZ comienza el ensamblaje de los modelos BYD F3, Vortex Corda (un Chery Amulet modificado), y el Vortex Tingo (un Chery Tiggo modificado). La compañía actualmente dispone de una capacidad de producción simultánea de hasta veinte modelos diferentes en sus instalaciones de producción actualmente establecidas.

### Actualidad

#### Primera Bancarrota y declaración final
Con el inicio de la crisis financiera del 2008, en el año 2009 el volumen de producción de la "TagAZ" cayó hasta por debajo de tres veces de su nivel normal, y la deuda con los bancos alcanzó los 20 mil millones de rublos. En el año 2010, la deuda de la mayoría de los bancos se había reestructurado, dejando sólo pendiente la deuda contraída con el Banco VTB que se calculó en un monto de 5,8 mil millones de rublos. Este banco presentó al tribunal local una solicitud de reconocimiento de bancarrota en "TagAZ", pero en diciembre del año 2011, después de una reunión conjunta con los propietarios de la empresa, en la que se contó con la participación del primer ministro ruso de esa época, Vladímir Putin, los directivos se han comprometieron a reestructurar la deuda, tras lo cual dicho banco retiró la demanda. 
Sin embargo, a principios de abril de 2012, la Corte de Arbitraje de la región de Rostov retoma las acciones legales para reiniciar el proceso de demanda por la dudosa declaración de quiebra de la "TagAZ", esta vez de manos de la empresa. En mayo de 2012 se informó que la plantilla de personal, que era de 3795 empleados, sería reducida a 2695 personas.
Según la gerencia de la planta, se toma la decisión dictada por el gobierno central, ante el galopante descenso de la producción, que de 3000 coches al mes se llegó hasta 1500, sin tocar el fondo de salarios que se creó por un valor de 50 millones de rublos, para no afectar a la estabilidad económica de los empleados. El 21 de enero de 2014, la compañía fue finalmente disuelta y declarada en bancarrota.

## Propietarios y ejecutivos
El propietario y fundador de la TagAZ es el empresario e inversor ruso M. Y. Paramonov, quien en la actualidad es el CEO del conglomerado financiero-industrial Doninvest group. Una quinta parte de las acciones de la TagAZ es propiedad de los grupos de inversiones Sapor Invest Inc., Ikaria International Technologies Aktiengesellschaft, Pemberton Establishment, Asha Holding, y Dl Technologies GmbH.

## Capacidad de producción de las instalaciones en Taganrog
La superficie de la planta de TagAZ en Taganrog cubre una área total de 60,000 m² y se divide en 5 departamentos:
- Líneas de carrocerías y soldadura.
- Líneas de pintura.
- Líneas de ensamblaje (4 líneas).
- Línea de electrorecubrimento.
- Instalaciones de pistas de pruebas.

La línea de convección está dispuesta de forma vertical sobre cuatro niveles de la planta, en el edificio principal de la planta, junto a una red de elevadores y cargadores lineales colgantes de los diferentes niveles. Cada nivel está equipado con un monorriel así como una flotilla de cargadores ligeros y outra clase de equipos de transporte.
Todos los vehículos que salen de las líneas de producción son sometidos a una prueba en condiciones normales de conduncción en una pista adecuada para tal fin en las instalaciones de la planta, la cual cuenta con diferentes clases de trayectos (asfaltados y no asfaltados), como forma de garantizar sus niveles de calidad.

## Cifras de producción
El nivel de producción anual se estima  en unas 180,000 unidadess en 6 diferentes clases y modelos de vehículos, de entre los distintos modelos licenciados o ensamblados.
| 1999 | 2000 | 2003 (parada por 9 meses) | 2004   | 2005   | 2006   | 2007   | 2008    | 2009   |
| ---- | ---- | ------------------------- | ------ | ------ | ------ | ------ | ------- | ------ |
| 586  | 298  | 3810                      | 25 602 | 45 417 | 55 900 | 79 620 | 106 322 | 29 240 |

## Modelos en producción

### Modelos adquiridos/producidos por la TagAZ
Vortex
- Chery A5 fabricado como el Vortex Estina
- Chery Amulet fabricado como el Vortex Corda
- Chery Tiggo fabricado como el Vortex Tingo

TagAZ
- SsangYong Korando fabricado como el TagAZ Tager
- SsangYong Musso fabricado como el TagAZ Road Partner
- TagAZ Estina
- TagAZ Aquila[13]

### Hyundai
- Hyundai Accent
- Hyundai Sonata
- Hyundai Porter
- Hyundai Elantra XD
- Hyundai Santa Fe
- Hyundai County
- Hyundai Trago Xcient

### BYD
- BYD F3